# Conradi Peak
Conradi Peak är en bergstopp i Antarktis. Den ligger i Östantarktis. Australien gör anspråk på området. Toppen på Conradi Peak är 1 040 meter över havet.
Terrängen runt Conradi Peak är huvudsakligen platt, men norrut är den kuperad. Conradi Peak är den högsta punkten i trakten. Trakten är obefolkad. Det finns inga samhällen i närheten.